# Juillet 1934
Cette page présente les faits marquants du mois de juillet 1934.

## Événements
- 1er juillet : 
  - le chef des SA Ernst Röhm est exécuté.
  - Grand Prix automobile de France.

- 2 juillet : loi d'organisation de l'Armée de l'Air Française. Le 1er septembre 2013, Le Général d'Armée Aérienne Denis Mercier choisit cette date comme journée de l'Armée de l'Air dans le cadre de son projet "Unis pour Faire Face".

- 3 juillet : création de la Banque du Canada.

- 6 juillet : les Français François et Jenin remportent la Coupe Bibesco sur le parcours Paris-Bucarest.

- 10 juillet : inauguration du chemin de fer Congo-Océan, qui relie Brazzaville et Pointe-Noire (coût : 230 millions de francs-or contre 93 prévus). 127 250 hommes ont été nécessaires à la construction de cette ligne longue de 512 km. La mort de 18 000 à 23 000 ouvriers sur le chantier alerte l’opinion publique en métropole[1].

- 15 juillet : Grand Prix automobile d'Allemagne.

- 16 juillet (Brésil) : réforme de la Constitution pour instaurer un régime corporatiste. Getúlio Vargas se heurte au communistes (Aliança Nacional Libertadora) dirigés par Carlos Prestes et aux intégralistes, fascistes brésiliens (Ação Integralista Brasileira) dirigés par Plínio Salgado. Il est élu pour quatre ans président de la République par la nouvelle Assemblée nationale.

- 17 juillet : premier vol du Potez 437.

- 22 juillet : Grand Prix automobile d'Albi.

- 25 juillet : Hitler tente une première fois de réaliser l'Anschluss, (union de l'Allemagne et de l'Autriche), en faisant assassiner le chancelier autrichien Engelbert Dollfuss par des nazis autrichiens - Échec du coup d'État, car l'Italie s'y oppose.

- 27 juillet, France : pacte d'unité d’action entre la SFIO et le PCF.

- 29 juillet :
  - [2] : Galandou Diouf est élu député du Sénégal (fin en 1941).
  - Grand Prix automobile de Belgique.

- 30 juillet : Kurt von Schuschnigg, chancelier en Autriche (fin en 1938).

## Naissances
- 1er juillet :
  - Claude Berri, producteur et réalisateur français († 12 janvier 2009).
  - Sydney Pollack, réalisateur († 26 mai 2008).
  - René-Victor Pilhes, écrivain français, il est l'arrière petit-neveu de Victor Pilhes († 7 février 2021).
- 2 juillet : Charles Petitjean, homme politique belge de langue française.
- 4 juillet : Masatoshi Wakabayashi, politicien japonais († 11 novembre 2023).
- 9 juillet : Pierre Perret, auteur-interprète français.
- 11 juillet : Giorgio Armani, designer italien.
- 13 juillet :
  - Wole Soyinka, écrivain nigérian, premier écrivain noir à être lauréat du prix Nobel de littérature.
  - Alekseï Ielisseïev, cosmonaute soviétique.
  - Peter Gzowski, journaliste et écrivain († 24 janvier 2002).
- 14 juillet : Marcel Gotlib dit Gotlib, scénariste et dessinateur de BD français († 4 décembre 2016).
- 18 juillet : Edward Bond, dramaturge britannique († 3 mars 2024).
- 19 juillet : Alexandre Schirwindt, acteur russe († 15 mars 2024).
- 26 juillet : Jean Balland, cardinal français, archevêque de Lyon († 1er mars 1998).
- 31 janvier : Gilles Dreu, chanteur français († 7 janvier 2025).

## Décès
- 4 juillet : Marie Skłodowska-Curie, polonaise - physicienne et chimiste française, récipiendaire des prix Nobel de physique (1903) et de chimie (1911) (née le 7 novembre 1867).
- 15 juillet : Jules Renkin, avocat et homme politique belge (né le 3 décembre 1862).
- 23 juillet : Jean Granaud, agriculteur et homme politique français.
- 27 juillet : Hubert Lyautey, militaire français et maréchal de France.
- 28 juillet : Marie Dressler, actrice américaine.